# ВЕС Кентіш-Флетс
ВЕС Кентіш-Флетс (англ. Kentish Flats) — британська офшорна вітрова електростанція в Північному морі біля узбережжя Англії. До появи у 2010 році ВЕС Thanet була найпотужнішою офшорною станцією в країні.
Місце для розміщення ВЕС обрали в Північному морі на відстані 8,5 км від узбережжя Кенту та приблизно у 60 км на схід від Лондона. Тут у 2004 році за допомогою судна MPI Resolution встановили фундаменти майбутніх вітроагрегатів, тоді як кабелеукладальна баржа Pontra Maris облаштувала чотири головні лінії для видачі продукції, що прямують до узбережжя біля Hampton Pier.
У травні 2005-го спеціалізоване судно Sea Energy розпочало монтаж власне вітрових турбін, при цьому їх доставку здійснювало однотипне Sea Power. Зазначені операції відбувались без затримок та завершились вже у серпні. Турбіни розмістили на площі біля 10 км2 в районі з глибинами моря до 5 метрів. Всього на баштах висотою 70 метрів було встановлено 30 вітроагрегатів данської компанії Vestas типу V90/3.0 з одиничною потужністю 3 МВт та діаметром ротора 90 метрів.
У 2015 році спорудили другу чергу ВЕС, яка складається з 15 вітрових турбін Vestas V112/3.3. Вони мають діаметр ротора 112 метрів, одиничну потужність 3,3 МВт та розміщені на площі 7,8 км², при цьому їх фундаменти вагою по 160 тон закріплені на палях, що заглиблюються під дно на 45 метрів. Як фундаментні роботи, так і монтаж вітрових агрегатів виконало самопідіймальне судно Neptune. Крім того, додатковий експортний кабель проклав BoDo Installer.
Вартість першої черги проекту, реалізованого компанією Vattenfall, склала 105 млн фунтів стерлінгів. Друга черга обійшлась у 150 млн фунтів стерлінгів.